# Bel Air (Mauritius)
Bel Air, znane także jako Rivière Sèche – miasto na Mauritiusie, w dystrykcie Flacq. Według danych szacunkowych na rok 2009 liczy 17 874 mieszkańców.